# Coleophora amarchana
Coleophora amarchana is een vlinder uit de familie kokermotten (Coleophoridae). De wetenschappelijke naam is voor het eerst geldig gepubliceerd in 1975 door Falkovitsh.
De soort komt voor in Europa.